# جيمس بي. هيل
جيمس بي. هيل (بالإنجليزية: James B. Hill)‏ هو مخترِع أمريكي، ولد في 29 نوفمبر 1856، وتوفي في 1945.